# Axel Blytt
Axel Gudbrand Blytt, född 19 maj 1843 i Kristiania (nuvarande Oslo), död 20 juli 1898, var en norsk botaniker. Han var son till Matthias Numsen Blytt. 
Blytt blev 1863 botanisk konservator och 1880 extra ordinarie professor vid Kristiania universitet. Han upptog snart sin fars stora arbete, utgivandet av "Norges flora", och genomvandrade för detta ändamål flera delar av Norge. På detta sätt riktade han betydligt det föreliggande materialet, vilket han därefter ordnade och bearbetade i andra och tredje bandet av "Norges flora", som 1877 avslutades med ett supplementhäfte. Ett annat arbete av honom är Den norske floras indvandring i afvexlende tørre och regnfulde perioder (1876), som utkom både på norska och engelska samt väckte mycket uppseende såsom ett verk av betydelse för växtgeografins utveckling. Han visar i detta verk, att torvmosslagren i Norge innehåller alla de olika växtperiodernas flora. Hans efterlämnade skrift Norges flora utgavs postumt.
Auktorsnamnet A.Blytt kan användas för Axel Blytt i samband med ett vetenskapligt namn inom botaniken; se Wikipediaartiklar som länkar till auktorsnamnet.
I sin ungdom ägnade han sig åt bergsbestigning. Tillsammans med Nils Gregers Ingvald Wulfsberg och Nils Gerhard Wilhelm Lagerstedt nådde han toppen på Store Dyrhaugstind 1867.